# Margaret Castro
Margaret Castro (* 22. August 1959) ist eine ehemalige Judoka aus den Vereinigten Staaten. Sie war Weltmeisterschaftszweite 1982 sowie Weltmeisterschaftsdritte 1984 und 1987.

## Sportliche Karriere
Margaret Castro kämpfte im Schwergewicht oder in der offenen Klasse. Sie gewann elf amerikanische Meistertitel: Von 1977 bis 1980 und von 1982 bis 1985 gewann sie jeweils vier Schwergewichts-Titel in Folge, hinzu kamen der Titel in der offenen Klasse 1985 sowie Titel im Schwergewicht und in der offenen Klasse 1988.
Ende November 1980 fanden in New York City die ersten Weltmeisterschaften für Frauen statt. Castro unterlag im Schwergewichts-Halbfinale der Französin Paulette Fouillet und verlor im Kampf um eine Bronzemedaille gegen die Deutsche Christiane Kieburg. Zwei Jahre später siegte Castro bei den Weltmeisterschaften 1982 in Paris im Halbfinale gegen die Niederländerin Marjolein van Unen, im Finale unterlag sie der Französin Nathalie Lupino.
1983 fanden bei den Panamerikanischen Spielen in Caracas erstmals Wettbewerbe im Frauenjudo statt. Castro gewann das Finale in der offenen Klasse gegen die Kubanerin Regla Povea. Bei der ersten Austragung des Fukuoka Cups im Dezember 1983 siegte Castro im Schwergewichtsfinale gegen Nathalie Lupino, im Finale der offenen Klasse unterlag sie der Belgierin Ingrid Berghmans. Bei den Weltmeisterschaften 1984 in Wien unterlag Castro im Schwergewichts-Halbfinale der Italienerin Maria Teresa Motta, den Kampf um eine Bronzemedaille gewann sie gegen Nilmari Santini aus Puerto Rico. Beim Fukuoka Cup 1984 belegte Castro im Schwergewicht einen dritten Platz, in der offenen Klasse erreichte sie das Finale und unterlag dann Ingrid Berghmans. 1985 siegte Castro bei den Panamerikanischen Meisterschaften in Havanna im Schwergewicht, Ende des Jahres belegte sie beim Fukuoka Cup den dritten Platz in der offenen Klasse.
Nach einem Jahr Pause war Margaret Castro bei den Panamerikanischen Spielen 1987 in Indianapolis wieder auf der Matte dabei. Im Schwergewichtsfinale unterlag sie Nilmari Santini. Wie 1983 siegte sie aber in der offenen Klasse, wobei sie diesmal im Finale die Kubanerin Estela Rodríguez bezwang. Bei den Weltmeisterschaften 1987 in Essen unterlag sie im Achtelfinale des Schwergewichts der Chinesin Gao Fenglian. Mit Siegen in der Hoffnungsrunde über die Polin Beata Maksymow und die Italienerin Maria Teresia Motta erkämpfte sie eine Bronzemedaille. In der offenen Klasse schied sie im Viertelfinale gegen die Niederländerin Irene de Kok aus. 1988 gewann Castro bei den Panamerikanischen Meisterschaften in Buenos Aires sowohl im Schwergewicht als auch in der offenen Klasse. 
Bei den Olympischen Spielen 1988 in Seoul wurden Judo-Wettbewerbe für Frauen im Rahmen der Demonstrationswettbewerbe angeboten. Castro gewann ihren Auftaktkampf gegen Maria Teresia Motta durch Ippon nach 3:20 Minuten. Im Halbfinale unterlag sie der Niederländerin Angelique Seriese mit einer Koka-Wertung. Den Kampf um Bronze gegen die Südkoreanerin Moon Yi-joon gewann Castro mit Waza-ari.